# Nashville 420 1978
Nashville 420 1978 var ett stockcarlopp ingående i Nascar Winston Cup Series (nuvarande Nascar Cup Series) som kördes 15 juli 1978 på den 0,596 mile (959,170 meter) långa ovalbanan Nashville Speedway i Nashville i Tennessee. Totalt avverkades 250.320 miles (402.851 km) fördelat på 420 varv. Banunderlaget var asfalt. Loppet vanns av Cale Yarborough i en Oldsmobile på tiden 2:48.54 körande för Junior Johnson & Associates. Yarboroughs snitthastighet var 88,924 mph. Han var vid målgång ensam förare på ledarvarvet, två varv före tvåan Darrell Waltrip. Prispotten uppgick till 59 395 dollar, varav 11 240 dollar gick till segraren.

## Resultat
| Plc     | Nr | Förare            | Team/ bilägare              | Konstruktör | Start | Varv | Ledda varv |
| ------- | -- | ----------------- | --------------------------- | ----------- | ----- | ---- | ---------- |
| 1       | 11 | Cale Yarborough   | Junior Johnson & Associates | Oldsmobile  | 2     | 420  | 411        |
| 2       | 88 | Darrell Waltrip   | DiGard Motorsports          | Chevrolet   | 8     | 418  | 1          |
| 3       | 3  | Richard Childress | Richard Childress Racing    | Oldsmobile  | 9     | 415  | 7          |
| 4       | 2  | Dave Marcis       | Osterlund Motorsports       | Chevrolet   | 5     | 414  | 0          |
| 5       | 70 | J.D. McDuffie     | McDuffie Racing             | Chevrolet   | 4     | 413  | 1          |
| 6       | 72 | Benny Parsons     | DeWitt Racing               | Chevrolet   | 6     | 412  | 0          |
| 7       | 15 | Bobby Allison     | Bud Moore Engineering       | Ford        | 11    | 411  | 0          |
| 8       | 90 | Dick Brooks       | Donlavey Racing             | Ford        | 13    | 409  | 0          |
| 9       | 81 | Ferrel Harris     | Robert Gee                  | Chevrolet   | 15    | 405  | 0          |
| 10      | 25 | Ronnie Thomas     | Robertson Racing            | Chevrolet   | 26    | 405  | 0          |
| 11      | 41 | Grant Adcox       | Adcox-Kirby                 | Chevrolet   | 24    | 405  | 0          |
| 12      | 67 | Buddy Arrington   | Arrington Racing            | Dodge       | 18    | 402  | 0          |
| 13      | 79 | Frank Warren      | Warren Racing               | Dodge       | 17    | 396  | 0          |
| 14      | 05 | Bruce Hill        | Harry Clary                 | Oldsmobile  | 10    | 394  | 0          |
| 15      | 4  | Gary Myers        | Gary Myers                  | Chevrolet   | 23    | 390  | 0          |
| 16      | 64 | Elmo Langley      | Langley-Woodfield Racing    | Ford        | 25    | 389  | 0          |
| 17      | 17 | Roger Hamby       | Hamby Racing                | Chevrolet   | 19    | 383  | 0          |
| 18      | 19 | Dick May          | Gray Racing                 | Chevrolet   | 29    | 380  | 0          |
| 19      | 24 | Cecil Gordon      | Gordon Racing               | Chevrolet   | 28    | 379  | 0          |
| 20      | 40 | D.K. Ulrich       | Ulrich Racing               | Chevrolet   | 21    | 377  | 0          |
| 21      | 97 | Ralph Jones       | Ralph Jones                 | Ford        | 27    | 372  | 0          |
| 22      | 30 | Tighe Scott       | Ballard Racing              | Chevrolet   | 16    | 357  | 0          |
| 23      | 43 | Richard Petty     | Petty Enterprises           | Dodge       | 12    | 341  | 0          |
| 24      | 52 | Jimmy Means       | Jimmy Means Racing          | Chevrolet   | 14    | 201  | 0          |
| 25      | 14 | Sterling Marlin   | Cunningham-Kelley           | Chevrolet   | 7     | 197  | 0          |
| 26      | 54 | Lennie Pond       | Rainer Racing               | Chevrolet   | 1     | 171  | 0          |
| 27      | 45 | Baxter Price      | Price Racing                | Chevrolet   | 22    | 91   | 0          |
| 28      | 5  | Neil Bonnett      | Osterlund Motorsports       | Chevrolet   | 3     | 50   | 0          |
| 29      | 71 | Bobby Fisher      | Bobby Fisher                | Chevrolet   | 20    | 30   | 0          |
| 30      | 48 | Walter Ballard    | Hylton Engineering          | Chevrolet   | 30    | 0    | 0          |
| Källor: |    |                   |                             |             |       |      |            |